# Třída Sandhayak (2021)
Třída Sandhayak je třída velkých výzkumných lodí indického námořnictva. Jejich hlavním posláním je hydrografický a oceánologický výzkum. Sekundárně mohou být využity například při živelních pohromách a misích SAR. Jejich indické označení je Survey Vessels (Large). Celkem byly objednány čtyři jednotky této třídy. Prototyp byl do služby uveden v roce 2024. Ve službě nahradí čtyři dekády stará plavidla stejnojmenné třídy.

## Stavba
Celkem byly objednány čtyři jednotky této třídy. Kontrakt získala 30. října 2018 indická loděnice Garden Reach Shipbuilders & Engineers (GRSE) v Kalkatě. GRSE plavidla navrhla a na realizaci programu spolupracuje se soukromou loděnicí L&T Shipbuilding v Kattupalli, části města Čennaí. Zatímco GRSE staví prototypovou jednotku Sandhayak, její sesterské lodě vzniknou v L&T Shipbuilding. Prototypová jednotka byla spuštěna 5. prosince 2021. Druhá jednotka Nirdeshak byla na vodu spuštěna 26. května 2022 v loděnici L&T Shipbuilding. Plavidla této třídy obsahují 80% indických komponentů.
Jednotky třídy Sandhayak:
| Jméno                | Loděnice | Založení kýlu     | Spuštěna           | Vstup do služby   | Status    |
| -------------------- | -------- | ----------------- | ------------------ | ----------------- | --------- |
| INS Sandhayak (J18)  | GRSE     | 8. listopadu 2019 | 5. prosince 2021   | 3. února 2024     | aktivní   |
| INS Nirdeshak (J19)  | L&T      | 1. prosince 2020  | 26. května 2022    | 18. prosince 2024 | aktivní   |
| INS Ikshak (J23)     | L&T      | 6. srpna 2021     | 26. listopadu 2022 |                   | ve stavbě |
| INS Sanshodhak (J24) | L&T      | 17. června 2022   | 13. června 2023    |                   | ve stavbě |

## Konstrukce
Plavidla jsou postavena ze slitin oceli DMR‐249A. V případě může být na jejich příď instalován 30mm kanón CRN 91. Jsou vybavena čtyřmi malými motorovými čluny. Na zádi mají přistávací plochu a hangár pro jeden vrtulník. Pohonný systém tvoří dva diesely pohánějící dva lodní šrouby s pevnými lopatkami. Manévrovací schopnosti zlepšují dokormidlovací zařízení v přídi a zádi. Cestovní rychlost je 16 uzlů a nejvyšší rychlost dosahuje 18 uzlů. Dosah je 6500 námořních mil při cestovní rychlosti.